# Volkswagen Virtus
El Volkswagen Virtus es un automóvil de turismo del segmento B producido por el fabricante alemán Volkswagen. Es un cinco plazas con carrocería sedán de cuatro puertas. Es en esencia la versión de tres volúmenes del Volkswagen Polo VI, con el que comparte numerosos componentes y parte de diseño. Está elaborado sobre la plataforma  MQB-A0, y se fabrica en São Bernardo do Campo, Brasil. La capacidad volumétrica del baúl es de 521 litros.

## Mecánica
Está equipado con dos posibles motores nafteros (según mercado):

### 1.6 MSI
1.6 litros, control de emisiones Euro V, 4 cilindros en línea y 16 válvulas comandadas por un doble árbol de levas y  correa dentada. Entrega una potencia máxima de 110 CV a 5.750 rpm y logra un torque máximo de 155 Nm a 4.000 rpm.
Es el motor 1.6 que montan los Ibiza a partir del 2016, Arona, Toledo, Caddy y ahora T-Cross y pertenece a la familia de motores VW EA211 de la cual se desprenden los 1.4TSI, el 1.0 TSI y ahora el 1.5 TSI Evo, el 1.6 es una variación sin turbo de esta misma arquitectura adaptada para mercados con baja calidad de combustibles y temperaturas muy bajas y/o muy altas. No es muy potente, en algunos mercados se monta en las primeras versiones de Golf, Jetta y León.

### 200 TSI
1.0 litros, tres cilindros en línea con cuatro válvulas por cilindro, turbo alimentado con inyección directa, entrega una potencia máxima de 128cv/116 cv a 5.500 rpm (combustible: etanol/gasolina) y un torque máximo de 204 Nm a 2.000/3.5000 rpm (combustible: etanol/gasolina).
La alimentación es efectuada por inyección electrónica multipunto (directa en el 200 TSI) y dispone de un tanque de combustible de 50 litros de capacidad.
Posee tracción delantera y ofrece dos opciones de cajas de velocidad: manual de cinco marchas y retroceso, y automática tipo triptronic de 6 velocidades de avance con convertidor de par. 
La suspensión delantera es del tipo McPherson mientras que la trasera es independiente con brazo longitudinal.
Los frenos delanteros son del tipo discos ventilados mientras que los traseros son a tambor (discos sólidos versiones con el motor 200 TSI). 

### Mecánica solo MSi
A diferencia de lo que ocurre en otros mercados, en Argentina las distintas versiones de Polo se ofrecen con un único impulsor: 1.6 16V denominado "MSi". Esto obedecería según confirmaría en una entrevista cedida por el Ejecutivo de VW Argentina Pablo Di Si a una cuestión de costos:
"...es una cuestión de relación precio/costo. En el caso de Polo y Virtus, hicimos los estudios y no nos cerraba la ecuación para mercados por fuera de Brasil"

## Adaptación a Latinoamérica
Tomando el Virtus como base al Polo brasilero, podemos analizar una serie de modificaciones y adaptaciones a la región que tuvieron lugar sobre el Polo al momento de decidir su producción local, según la versión/modelo que se evalúe se destacan respecto al europeo las siguientes:
- El Centro de Diseño de VW Brasil modificó el diseño original de Bishoff y aplicó cambios en el frente del auto
- Faros frontales de iluminación halógena (convencionales)
- Faros frontales convencionales, sin luces diurnas de leds (DRL)
- Se ofrece sin techo corredizo para el MSi y posee uniones de paneles de carrocería más notorios
- Luces traseras de distinto diseño sin agregados leds
- El baúl se abre con un botón en el habitáculo o desde la llave
- Asientos de diseño y tapizado más sencillo
- Pantalla multimedia más pequeña
- Comandos del aire acondicionado más convencionales
- Pierde zonas tapizadas en piel sintética como el comando del freno de mano
- Revestimientos en puertas delanteras y tablero en plástico rígido (eruopeo: plásticos blandos)
- Posee rueda de auxilio de uso temporal (europeo: kit de reparación de emergencia)
- La oferta de mecánicas se limita por un tema de costos únicamente al 1.6 16v MSi
- Materiales en general más austeros

## Prestaciones
Con la mecánica 1.6 MSI 16v alcanza de 0-100 km/h en 12,2 segundos y logra una velocidad final de 182 km/h. Mientras que el consumo logrado fue de 5,2 litros cada 100km recorridos a una velocidad de 100 km/h (2.200 rpm). Valores para la versión Triptronic. Mientras que para el 200 TSI con caja Triptronic, alcanza los 100km/h en 10,1 segundos y logra una velocidad máxima de 192 km/h

## Equipamiento

### Confort
Posee un máximo de: aire acondicionado, climatizador electrónico, guantera refrigerada, difusores de aire traseros, asiento del conductor con regulación en altura, respaldo de asiento trasero plegable (enterizo o 1/3-2/3), apoyabrazos, sensor “día y noche” y de lluvia, radio "discover media" con pantalla de 8 pulgadas y navegador GPS USB y 4 bocinas con dos tweeters, palanca de velocidades y volante forrados en piel sintética y multifunción, dirección electroasistida, control de velocidad crucero, elevadores de vidrios eléctricos delanteros y traseros, cierre centralizado con comando a distancia, sistema de encendido por botón sin llave, sensor y cámara de estacionamiento, parasoles iluminados, espejo interior antiencadilamiento, computadora de a bordo "I-System".

### Seguridad
Dependiendo del mercado alcanza un máximo de:
4 Bolsas de Aire (2 Frontales y 2 Laterales Delanteras), frenos con ABS y EBD, control de tracción ASR y de estabilidad ESC, asistente para partida en subida "HHC" (Hill Hold Control), luces diurnas (DRL) leds, faros antiniebla delanteros con función "cornering light", cinturones de seguridad delanteros retráctiles con regulación de altura, cinturones de seguridad traseros de 3 puntos retráctiles (uno en cada asiento trasero) aviso de cinturón desabrochado (conductor y pasajero delantero), anclajes Isofix, tercera luz de freno, alarma e inmobilizador electrónico de motor

#### Latin NCAP
En las pruebas de choque efectuadas en 2018 (protocolo obsoleto) por la Latin NCAP (frontales y laterales) obtuvo un máximo de cinco estrellas posibles tanto para ocupante adulto como niño. La estructura fue considerada como "estable".
| Ocupantes adultos: | 5/5 estrellas |
| Ocupantes niños:   | 5/5 estrellas |